# Simalia clastolepis
Simalia clastolepis (syn. Morelia clastolepis) är en ogiftig art av pytonorm. Den förekommer bara på öarna Ambon och Seram.

## Beskrivning
Simalia clastolepis är en av de före detta underarterna till ametistpyton (S. amethistina). Det är en slank orm som sällan når längder över 3 meter. Ca 2,5 meter anses normalt. Svansen utgör 27 % av den totala längden. Precis som Simalia nauta förekommer S. clastolepis i två färgvarianter, Xanthisk och Axanthisk där de Xanthiska är den vanligast förekommande. S. clastolepis lägger ungefär 5-15 ägg, de nykläckta ungarna är ungefär 57-61 cm långa.

## Fotnoter
1. ↑  CITES, Resolution Conf.12.11 (Rev. CoP14) Arkiverad 16 november 2010 hämtat från the Wayback Machine.
2. ↑  Simalia clastolepis i TIGR Reptile Database. Uetz P., 2016. Läst 20 maj 2018.
3. ↑  Alexander Jäh, Morelia clastolepis Arkiverad 12 mars 2009 hämtat från the Wayback Machine.